# Leucania elisa
Leucania elisa là một loài bướm đêm trong họ Noctuidae.